# Hôpital militaire de Maubeuge
L'hôpital militaire de Maubeuge est un hôpital militaire situé à Maubeuge dans le département du Nord, en France.
La chapelle (ou chapelle des Sœurs Noires) est inscrite au titre des monuments historiques par arrêté du 10 août 1949.